# Hispania F110
La Hispania F110 è una vettura di Formula 1 disegnata e costruita dall'azienda italiana Dallara per la scuderia Hispania Racing F1 Team, che la utilizza nel Campionato del Mondo 2010. È la prima monoposto presentata da questo team, che fa il suo esordio in Formula 1. È stata presentata il 4 marzo 2010 a Murcia, Spagna. Con questa vettura la Dallara  rientra come costruttore in F1, dopo l'uscita al termine della stagione 1992.

## Livrea
La livrea è grigio scura con delle bande gialle, bianche e rosse sui lati. La F110 non ha sponsor principali, solo piccoli riferimenti dell'Embratel, del Banco Cruzeiro do Sul e dell'ufficio del turismo di Murcia. Nel primo gran premio le pance laterali sono state decorate coi nomi dei piloti.
Dal Gran Premio della Spagna cambiano i colori: il bianco viene sostituito con il rosso, e viene inserito anche il giallo, i colori della Spagna.

## Aspetti tecnici
La F110 è spinta da un motore Cosworth, utilizzato nella stagione anche da Williams, Lotus e Virgin. Il cambio è a sette rapporti della Xtrac, anche questo in comune con la Lotus. Dopo il suo lancio il commentatore Gary Anderson ha descritto il telaio come  "un pacchetto pulito e ordinato". Il disegno aerodimanico del musetto presenta una marcata "V" sul modello della  Red Bull RB5, vettura della stagione 2009, così come possiede un triplo profilo anteriore nell'alettone. Craig Scarborough ha evidenziato delle somiglianze tra il disegno della  F110 con quello della Virgin VR-01 nonché con quello della vettura  Dallara per l'IndyCar.

## Scheda tecnica
- Lunghezza: -
- Larghezza: -
- Altezza: -
- Peso: 620 Kg min.
- Carreggiata anteriore: -
- Carreggiata posteriore: -
- Passo: -
- Telaio: materiali compositi, a nido d'ape con fibre di carbonio
- Trazione: posteriore
- Frizione:
- Cambio: longitudinale, 7 marce e retromarcia (comando semiautomatico sequenziale a controllo elettronico)
- Differenziale:
- Freni:
- Motore: Cosworth CA2010 - 18.000 RPM
  - Num. cilindri e disposizione: 8 a V 90°
  - Cilindrata: 2.400 cm³
  - Alesaggio: 98 mm
  - Potenza: 700 CV
  - Distribuzione: DOHC pneumatica
  - Valvole: 32 (4 per cilindro)
  - Materiale blocco cilindri:
  - Olio:
  - Benzina: ExxonMobil
  - Peso: 95 kg (minimo regolamentare)
  - Alimentazione:
  - Accensione: standard FIA
- Sospensioni:
- Pneumatici: Bridgestone
- Cerchi: 13"

## Piloti
- Karun Chandhok -  - n. 20 (gare 1-10)
- Bruno Senna -  - n. 21 (gare 1-9, 11-19)
- Sakon Yamamoto -  - n. 21 (gara 10); n.20 (gara 11-14; 16-17);   pilota di riserva - collaudatore (gare 5-9)[5]
- Christian Klien -  -  n.20 (gara 15, 18-19) -  pilota di riserva - collaudatore[6]

## Stagione 2010

### Test
A causa del ritardo con cui la vettura è stata completata, a seguito delle difficoltà finanziarie della scuderia, la vettura non partecipa a nessun test e, di fatto, debutta in pista solo durante le prove libere del venerdì al Gran Premio del Bahrain.

### Campionato
Le difficoltà tecniche di avvio stagione si riflettono sulla prestazione della vettura nel primo gran premio. Chandhok può addirittura testare la vettura per la prima volta solo durante le qualifiche del sabato in Bahrain. In gara entrambe le vetture sono presto costrette al ritiro, dopo essere partite tutte e due dai box a causa di una difficoltà nell'utilizzo del cambio. La terza gara, in Malesia, vede entrambe le vetture, per la prima volta, al traguardo, anche se distanziate dalla zona punti.
Al Gran Premio di Spagna, Christian Klien partecipa alle prime prove libere del venerdì. Nel Gran Premio di Monaco Chandok è protagonista di uno spettacolare incidente alla Rascasse, per fortuna senza conseguenze, con la vettura di Jarno Trulli che vola sopra a quella del pilota indiano.
Sakon Yamamoto prende il posto di Bruno Senna nelle prime libere del Gran Premio di Turchia, prima di sostituirlo quale pilota titolare dal Gran Premio di Gran Bretagna. Il nipponico nel gran premio successivo prende il posto di Chandhok. L'altro collaudatore, Christian Klien, prende il posto di Yamamoto a Singapore, in Brasile e ad Abu Dhabi. La stagione si conclude senza che la vettura colga punti iridati. Nei costruttori la scuderia si piazza all'undicesimo e penultimo posto, davanti solo alla Virgin.

## Stagione 2011

### Test
La vettura viene utilizzata anche nei test prima della stagione 2011, sul Circuito di Valencia dal 1 al 3 febbraio,  guidata da Narain Karthikeyan. Il secondo giorno l'indiano compie 80 giri e fa segnare il sesto miglior tempo di giornata.
Nei test di Barcellona (18-21 febbraio), oltre a Karthikeyan, girano anche Vitantonio Liuzzi e l'elvetico Giorgio Mondini.

## Risultati F1
| Anno | Team                    | Motore                 | Gomme | Piloti   |     |     |    |    |     |     |     |     |    |    |     |    |     |     |     |    |    |    |    | Punti | Pos. |
| ---- | ----------------------- | ---------------------- | ----- | -------- | --- | --- | -- | -- | --- | --- | --- | --- | -- | -- | --- | -- | --- | --- | --- | -- | -- | -- | -- | ----- | ---- |
| 2010 | Hispania Racing F1 Team | Cosworth CA2010 2.4 V8 | B     | Chandhok | Rit | 14  | 15 | 17 | Rit | 14  | 20  | 18  | 18 | 19 |     |    |     |     |     |    |    |    |    | 0     | 11º  |
| 2010 | Hispania Racing F1 Team | Cosworth CA2010 2.4 V8 | B     | Senna    | Rit | Rit | 16 | 16 | Rit | Rit | Rit | Rit | 20 |    | 19  | 17 | Rit | Rit | Rit | 15 | 14 | 21 | 19 | 0     | 11º  |
| 2010 | Hispania Racing F1 Team | Cosworth CA2010 2.4 V8 | B     | Klien    |     |     |    |    | SP  |     |     |     | SP |    |     |    |     |     | Rit |    |    | 22 | 20 | 0     | 11º  |
| 2010 | Hispania Racing F1 Team | Cosworth CA2010 2.4 V8 | B     | Yamamoto |     |     |    |    |     |     | SP  |     |    | 20 | Rit | 19 | 20  | 19  |     | 16 | 15 |    |    | 0     | 11º  |

| Legenda | 1º posto     | 2º posto | 3º posto    | A punti         | Senza punti/Non class.  | Grassetto – Pole position Corsivo – Giro più veloce |
| Legenda | Squalificato | Ritirato | Non partito | Non qualificato | Solo prove/Terzo pilota | Grassetto – Pole position Corsivo – Giro più veloce |